# Alfredo Poveda
Alfredo Ernesto Poveda Burbano (* 24. Januar 1926 in Píllaro, Tungurahua; † 7. Juni 1990 in Miami) war ein ecuadorianischer Militär, der vom 11. Januar 1976 bis 10. August 1979 Diktator der Republik Ecuador war.
Poveda hat seine militärische Ausbildung in den USA, Argentinien und Brasilien absolviert und war Marinekommandant und Militärattaché der Marine in Spanien, Frankreich, Großbritannien und Deutschland. Nach dem Putsch, der ihn an die Macht brachte, wurde er zum Admiral ernannt.
Nach der Absetzung Guillermo Rodríguez Laras übernahm Poveda die Führung der Militärjunta, die neben ihm aus General Guillermo Duran Arcentales und General Luis Leoro Franco bestand. In seine Amtszeit fällt der Erlass der Verfassung von 1978, die 1979 die Rückkehr zur Demokratie ermöglichte.